# Довжанська сільська рада (Дрогобицький район)
| Довжанська сільська рада — орган місцевого самоврядування у Дрогобицькому районі Львівської області з адміністративним центром у с. Довге. Історична дата утворення: в 1939 році. Водоймища на території, підпорядкованій даній раді: річка Довжанка. Сільській раді підпорядковані населені пункти: - с. Довге |

## Склад ради
Рада складається з 16 депутатів та голови.

### Керівний склад ради
| ПІБ                     | Основні відомості                                                                                                | Дата обрання | Дата звільнення |
| ----------------------- | --- | ------------ | --------------- |
| Середяк Василь Петрович | Сільський голова, 1963 року народження, освіта, член Всеукраїнського об'єднання «Батьківщина»                    | 26.03.2006   | 31.10.2010      |
| Середяк Василь Петрович | Сільський голова, 1963 року народження, освіта середня спеціальна, член Всеукраїнського об'єднання «Батьківщина» | 31.10.2010   |                 |

Примітка: таблиця складена за даними джерела